# Fata din Egtved
Fata din Egtved / Tânăra femeie din Egtved (în daneză Egtvedpigen) este o tânăra care trăia în Epoca Bronzului danez și al cărui corp mumificat a fost descoperit în 1921, în apropierea satului Egtved, în comuna Vejle, în Iutlanda, Danemarca. Era originară din sudul Germaniei și a murit prin 1370 î.Hr., având vârsta cuprinsă între 16 și 18 ani.

## Istoric

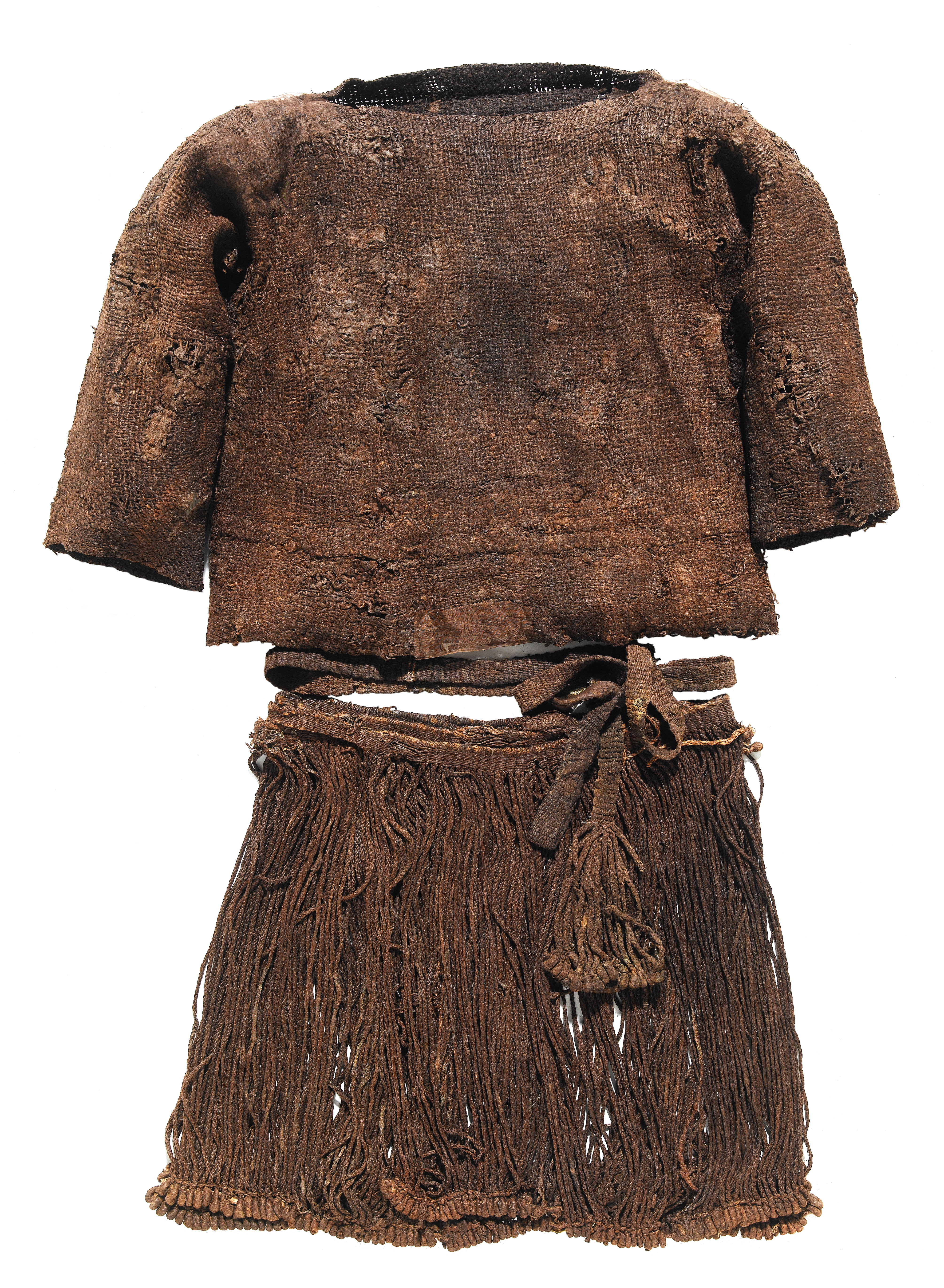
Costumul tinerei din Egtved

Tânăra femeie din Egtved a fost descoperită pe 24 februarie 1921 de un țăran, Peder Platz, în timp ce acesta încerca să niveleze terenul câmpului său. Astfel, el a descoperit în mijlocul unui vechi tumul un sicriu mare, realizat dintr-un trunchi de stejar scobit. Vecinul său, P.S. Pedersen, chemat în ajutor, a considerat că era o adevărată descoperire, iar a doua zi cei doi bărbați au trimis o scrisoare la Muzeul Național al Danemarcei:
„Întrucât am găsit un trunchi de copac scobit în timp ce lucram la nivelarea unei movile în mijlocul pământurilor mele, presupun că este vorba de un mormânt vechi și că acesta ar putea fi de interes pentru muzeu. De aceea mi-am întrerupt munca.”
Directorul Muzeului Național al Danemarcei, Sophus Müller, i-a cerut corespondentului său, în schimbul unei compensații, să scoată și să păstreze sicriul până la sosirea echipelor muzeului, care au intervenit la fața locului în 5 și 6 martie 1921, înainte de transferul corpului și al sicriului la Muzeul Național din Copenhaga, în 7 martie.
Peder Platz a marcat în 1930 locul descoperirii cu o piatră, iar satul Egtved, care dorea de mult timp să reconstituie tumulul, a efectuat în 1980 noi săpături pe sit. Acestea au demonstrat că, inițial, tumulul avea un diametru de aproximativ douăzeci de metri. În plus, la vest de tumul, au fost descoperite rămășițele unui mormânt cu urnă datând de prin 500 î.Hr.

## Mormântul

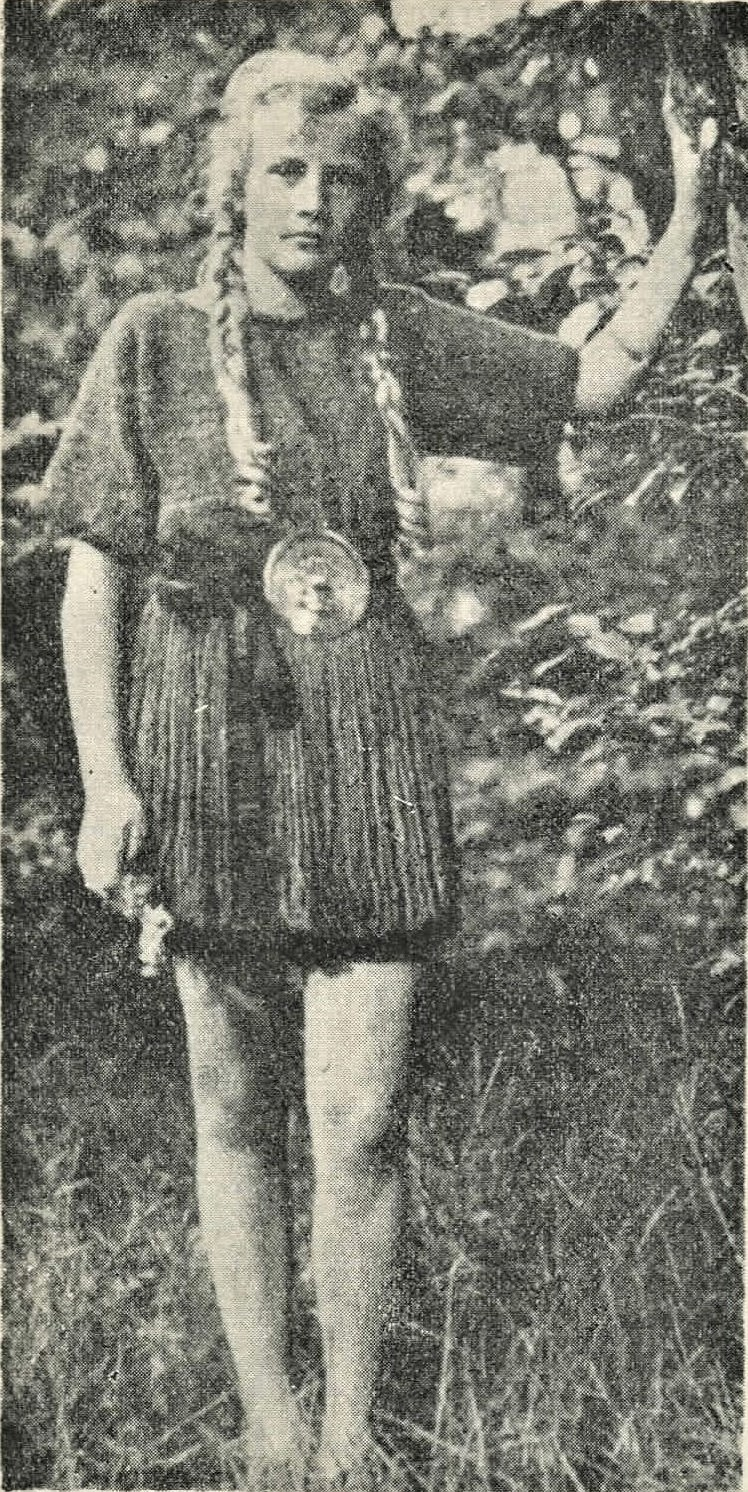
Reconstituirea tinerei din Egtved

Sala mormântului din Egtved la Muzeul Național al Danemarcei din Copenhaga.

Mormântul tinerei din Egtved este unul dintre cele mai bine conservate și documentate din epoca bronzului din Europa, datorită precauțiilor luate de Peder Platz și vecinul său în momentul descoperirii și datorită condițiilor speciale de conservare din tumul, care au favorizat păstrarea unei mari părți din materialele organice ale defunctei.
Corpul a fost depus într-un sicriu format dintr-un trunchi de stejar de 2 până la 2,18 m lungime și scobit în interior pe o lungime de 1,80 m. Data tăierii copacului, determinată prin dendrocronologie, se situează în jurul anului 1370 î.Hr., și se poate presupune că înmormântarea fetei a avut loc la scurt timp după aceea.
Corpul defunctei era înfășurat într-o piele de bou foarte bine conservată. Această piele acoperea o pătură mare de lână, înfășurată de mai multe ori în jurul corpului și acoperindu-l în întregime. Anumite părți ale corpului au fost conservate: pe lângă dinți și anumite țesuturi moi, s-a găsit părul, tăiat scurt pe craniu și umeri, și de lungime medie pe spate. Tânăra măsura aproximativ 1,60 m și, conform celor mai recente studii asupra danturii sale, avea vârsta între 16 și 18 ani.
Defuncta a fost înmormântată îmbrăcată și chiar împodobită. Purta o tunică scurtă cu mâneci scurte, de tipul celor găsite în alte morminte din epoca bronzului danez (Borum Eshoj, Skrydstrup), cusută dintr-o singură bucată și închisă la spate în formă de T.
Pe șolduri, tânăra din Egtved purta o fustă din șnururi de lână întinse (fustele din această perioadă erau confecționate din lână de oaie), care cobora până la genunchi. Alte fuste de acest tip au fost găsite în alte morminte, dar ele sunt adesea mai puțin bine conservate decât cea de la Egtved.
Tânăra purta la talie o centură răsucită, decorată cu o cataramă din bronz, înnodată simplu. Pe lângă un cercel din bronz, defuncta purta două brățări din bronz și un pieptene din os la centură. Aceste ornamente sunt tipice pentru mormintele princiare din epoca bronzului danez (1800 î.Hr. - 530 î.Hr.) din sudul Iutlandei.
Partea inferioară a sicriului conținea un bol mare din scoarță de mesteacăn, care conținea resturi dintr-o băutură (bere aromatizată cu miere sau hidromel) conținând polen de la cel puțin 55 de soiuri diferite de plante, printre care și coada șoricelului. Aceste numeroase urme de plante demonstrează că înmormântarea a avut loc vara. Lângă fața defunctei, un alt recipient din scoarță de mesteacăn conținea oasele calcinate ale unui băiețel în vârstă de 5-7 ani. Acesta ar putea fi un rudă sau victima unui sacrificiu uman.

## Analize izotopice
Analizele izotopice ale stronțiului efectuate în 2015 au revelat că trupul mumificat nu era al unei persoane originare din Iutlanda. Analizele izotopice ale părului, dinților și unghiilor fetei arată că aceasta era originară din masivul Pădurea Neagră. Karin Margarita Frei a demonstrat, prin analiza izotopilor de stronțiu din părul mai lung, că tânăra ajunsese în Danemarca cu puțin timp înainte de moartea sa, cu mai puțin de o lună înainte de deces.
Aceste analize arată, de asemenea, că tânăra a călătorit mult în ultimii doi ani din viață, făcând de trei ori drumul între Pădurea Neagră și Egtved.
Cu toate acestea, Thomsen și Andreasen au demonstrat în 2019 că datele izotopice ale stronțiului obținute în zona din jurul mormântului și utilizate de Frei et al pentru comparația cu rămășițele fuseseră contaminate cu stronțiu suplimentar provenit din varul agricol utilizat în agricultura modernă din regiunea Egtved. Când Thomsen și Andreasen au analizat probe locale provenite din locuri necontaminate de agricultura modernă, au constatat că gama valorilor izotopice ale stronțiului din mediul natural înconjurător corespundea cu cea a fetei. Rezultatele lui Thomsen și Andreasen arată că fata a trăit aproximativ jumătate din an într-o regiune - probabil valea râului din Egtved - și cealaltă jumătate a anului într-un alt loc - probabil platoul local, practicând probabil agricultura de transhumanță și mișcări pastorale sezoniere într-o regiune mică.
Într-un articol din 2019, bazat pe analiza izotopilor de stronțiu, Sophie Bergerbrant sugerează o origine suedeză sau norvegiană a Fatei din Egtved.

## Interpretare
Dimensiunile impunătoare ale tumului, cu un diametru de peste 20 de metri, și darurile depuse în mormânt indică faptul că tânăra femeie din Egtved ocupa o poziție socială înaltă. Mai multe reprezentări ale tinerelor femei din epoca bronzului sugerează că acestea aveau un rol religios în comunitatea lor.

## Conservare
Rămășițele găsite la Egtved sunt expuse la Muzeul Național al Danemarcei, din Copenhaga.
În 1980, comuna Egtved a construit, în colaborare cu Muzeul Istoric din Vejle, o cabană care prezintă situl, lângă tumulul reconstituit. Aici se pot vedea fotografii cu conținutul sicriului de stejar.

## Galerie de imagini

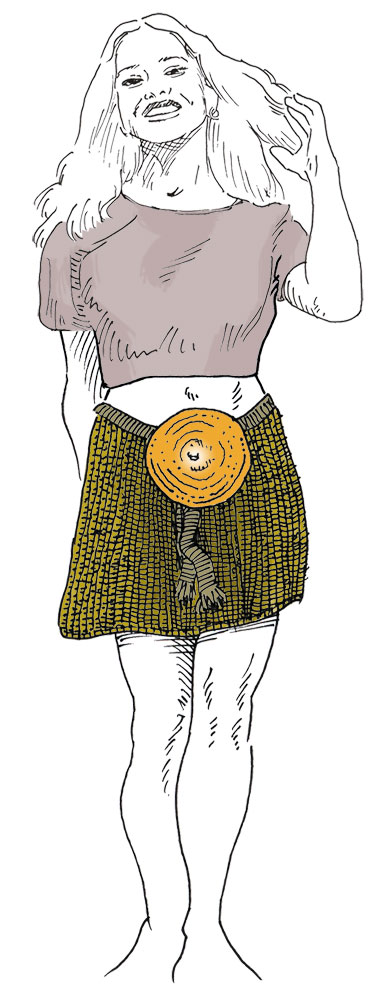
O reconstituire a tinerei din Egtved
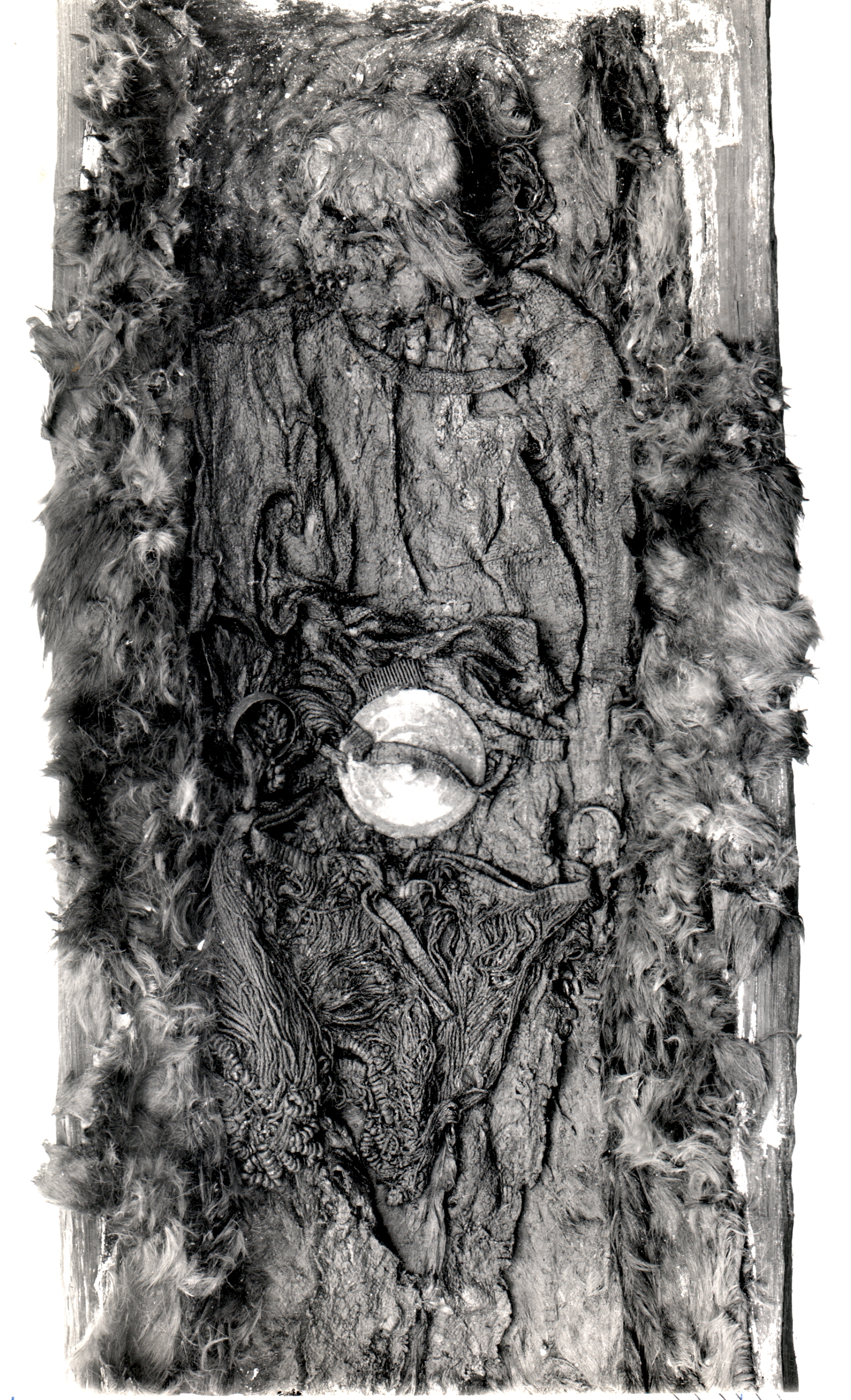
Rămășițele Fetei din Egtved
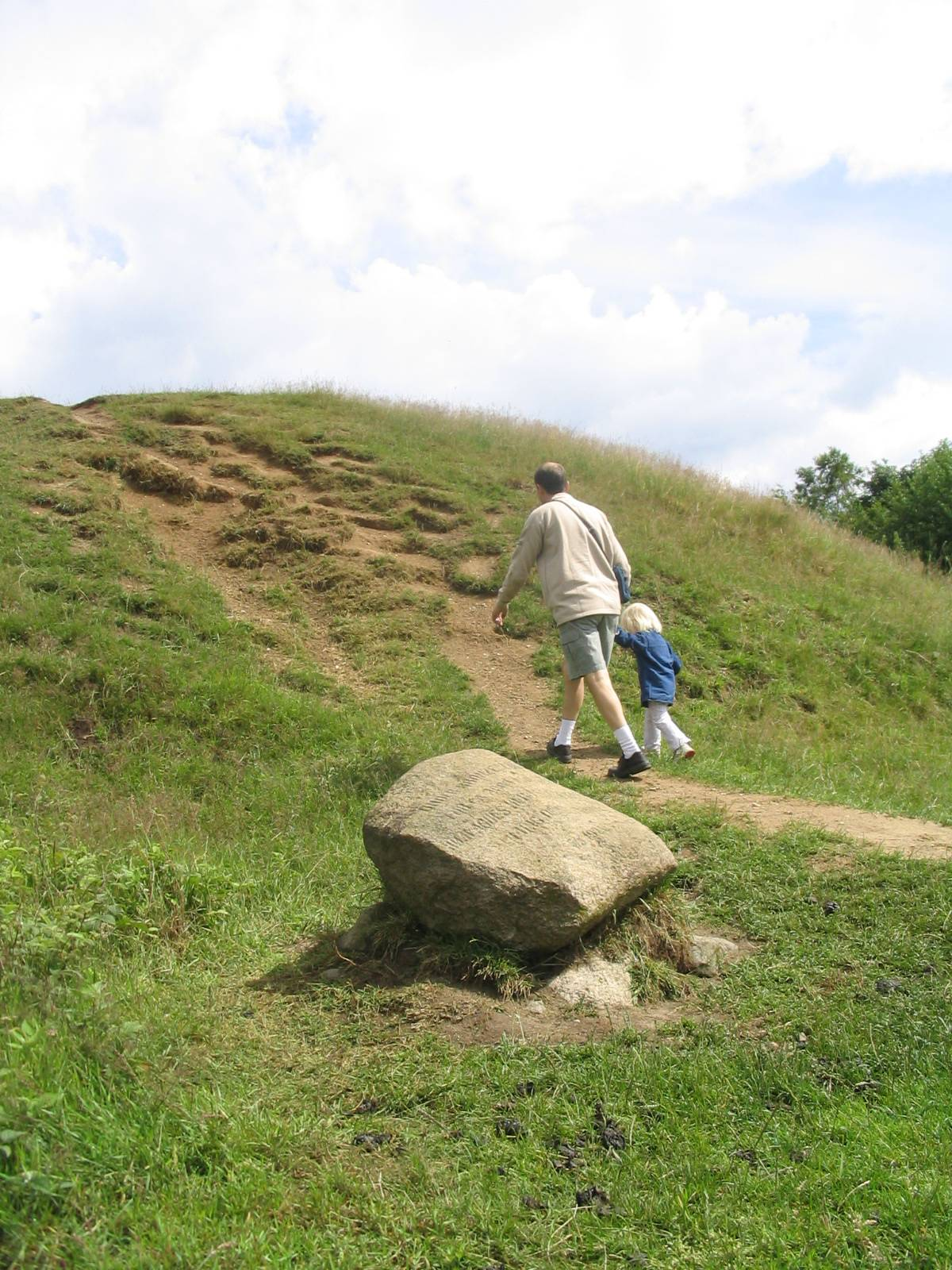
Tumulul reconstruit
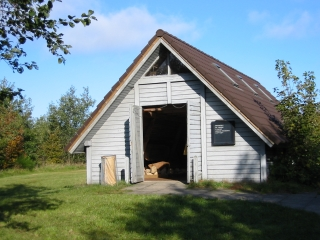
Muzeul Fetei din Egtved
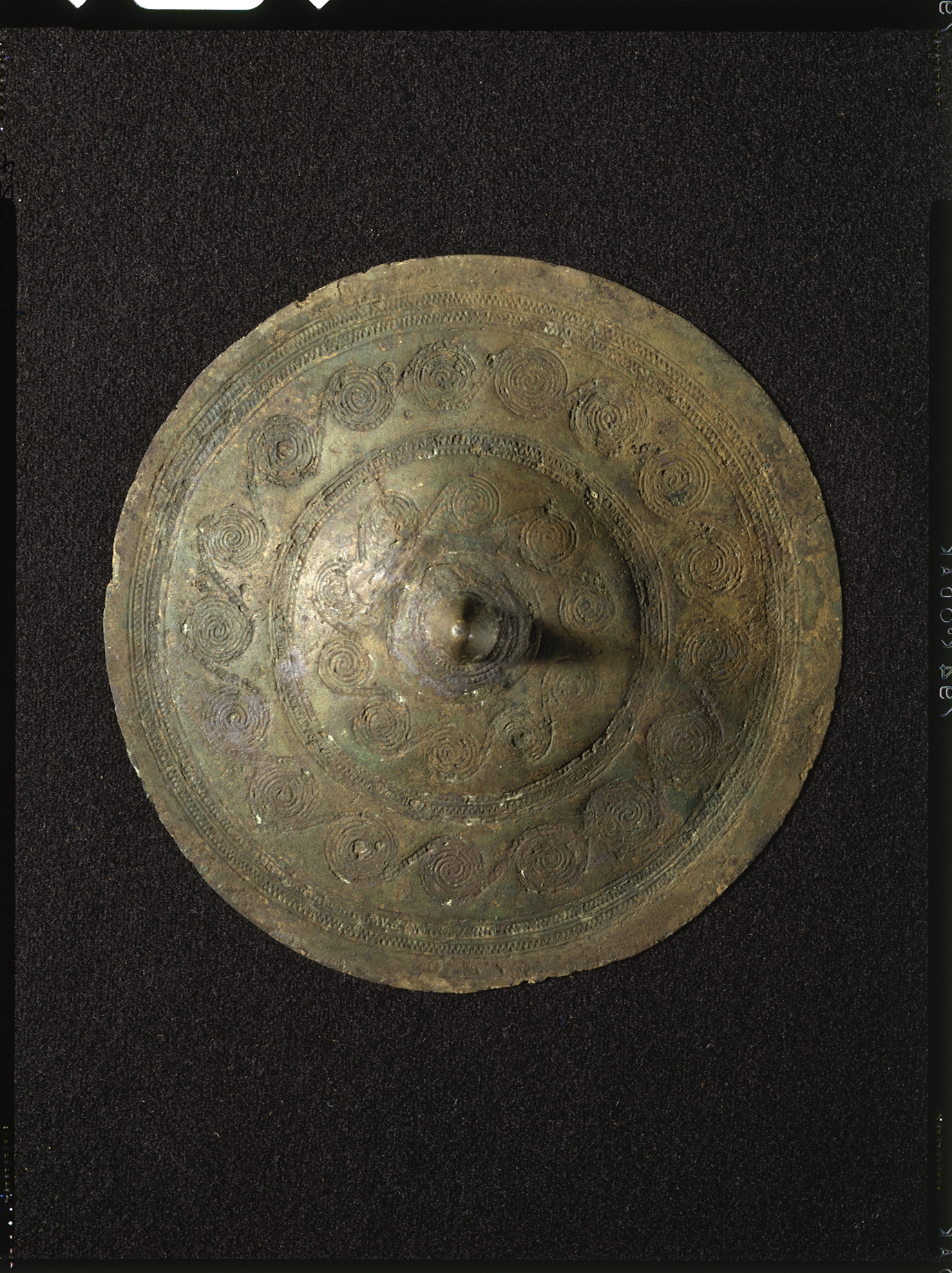
Catarama de bronz a centurii
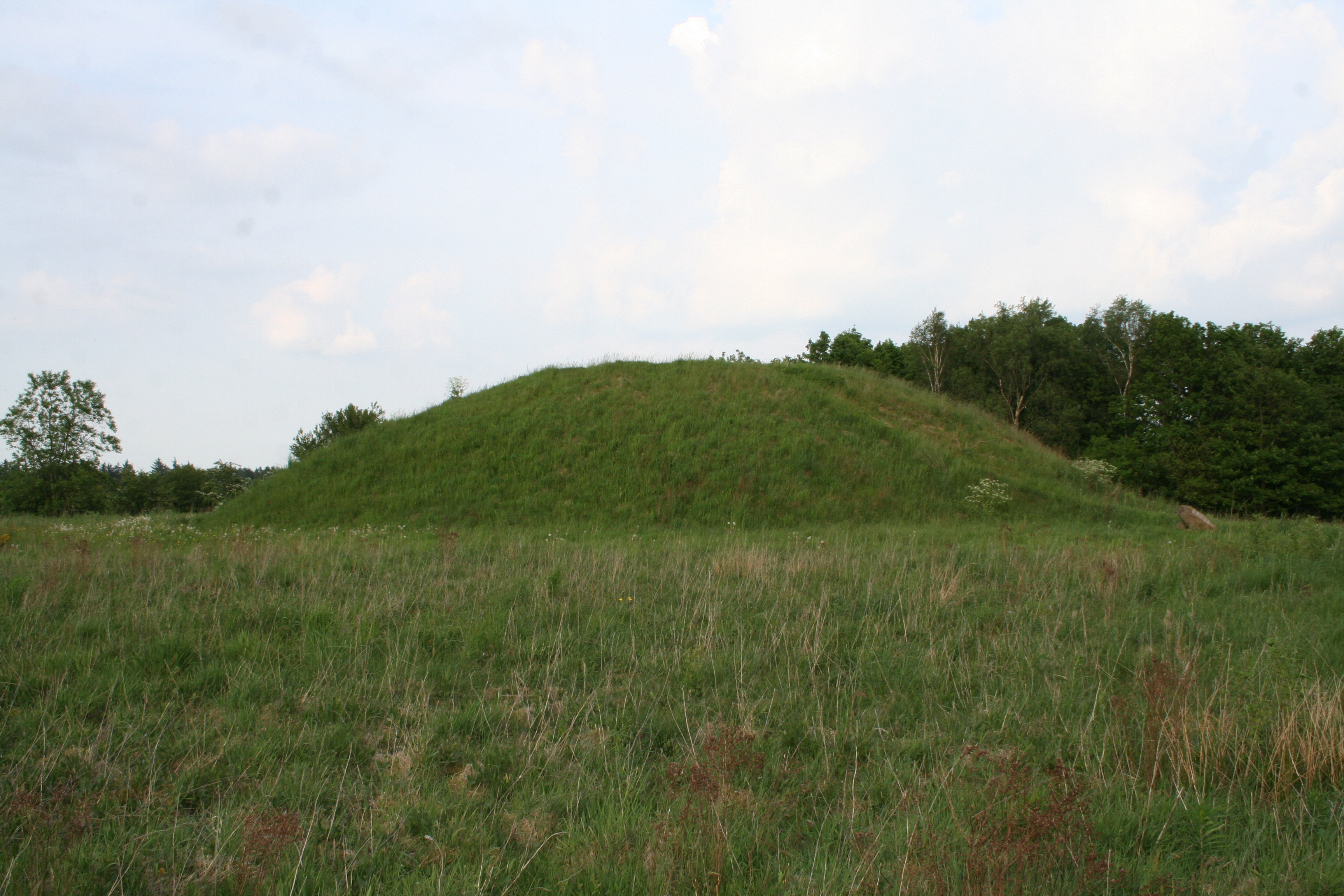
Tumulul funerar

## Film documentar
- Cassian von Salomon de , fr  La Fille d'Egtved / Fata din Egtved, documentar 52', 2018, difuzat pe ARTE, vedeți on line, 22 mai 2019